# Königswiesen
Königswiesen település Ausztriában, Felső-Ausztria tartományban, a Freistadti járásban, területe 73,39 km².

## Fekvése
Tengerszint feletti magassága 614 méter. Königswiesen Unterweißenbach, Sankt Georgen am Walde, Altmelon, Arbesbach, Liebenau, Pierbach, Sankt Thomas am Blasenstein és Pabneukirchen településekkel határos.

## Népesség
Lakosainak száma 3083 fő (2022. január 1.).